# AFI's 100 Years...100 Movies
AFI's 100 Years...100 Movies je seznam stotih najboljših ameriških filmov, ki ga je sestavil in 16. junija 1998 objavil Ameriški filmski inštitut. 1500 filmskih ustvarjalcev je seznam določilo iz 400-tih nominiranih filmov. Ob desetletni objave seznama, 20. junija 2007, so objavili popravljen seznam, ki je zamenjal 23 filmov in spremenil uvrstitve nekaterih. 

## Seznam
| Film                                                                                       | Leto | Režiser               | Uvr. 1998 | Uvr. 2007 | Sprem. |
| ------------------------------------------------------------------------------------------ | ---- | --------------------- | --------- | --------- | ------ |
| Državljan Kane (Citizen Kane)                                                              | 1941 | Orson Welles          | 1         | 1         | 0      |
| Casablanca                                                                                 | 1942 | Michael Curtiz        | 2         | 3         | 1      |
| Boter (The Godfather)                                                                      | 1972 | Francis Ford Coppola  | 3         | 2         | 1      |
| V vrtincu (Gone with the Wind)                                                             | 1939 | Victor Fleming        | 4         | 6         | 2      |
| Lawrence Arabski (Lawrence of Arabia)                                                      | 1962 | David Lean            | 5         | 7         | 2      |
| Čarovnik iz Oza (The Wizard of Oz)                                                         | 1939 | Victor Fleming        | 6         | 10        | 4      |
| Diplomiranec (The Graduate)                                                                | 1967 | Mike Nichols          | 7         | 17        | 10     |
| Na dokih New Yorka (On the Waterfront)                                                     | 1954 | Elia Kazan            | 8         | 19        | 11     |
| Schindlerjev seznam (Schindler's List)                                                     | 1993 | Steven Spielberg      | 9         | 8         | 1      |
| Pojmo v dežju (Singin' in the Rain)                                                        | 1952 | Gene Kelly            | 10        | 5         | 5      |
| Čudovito življenje (It's a Wonderful Life)                                                 | 1946 | Frank Capra           | 11        | 20        | 9      |
| Bulvar somraka (Sunset Boulevard)                                                          | 1950 | Billy Wilder          | 12        | 16        | 4      |
| Most na reki Kwai (The Bridge on the River Kwai)                                           | 1957 | David Lean            | 13        | 36        | 23     |
| Nekateri so za vroče (Some Like It Hot)                                                    | 1959 | Billy Wilder          | 14        | 22        | 8      |
| Vojna zvezd (Star Wars)                                                                    | 1977 | George Lucas          | 15        | 13        | 2      |
| Vse o Evi (All About Eve)                                                                  | 1950 | Joseph L. Mankiewicz  | 16        | 28        | 12     |
| Afriška kraljica (The African Queen)                                                       | 1951 | John Huston           | 17        | 65        | 48     |
| Psiho (Psycho)                                                                             | 1960 | Alfred Hitchcock      | 18        | 14        | 4      |
| General (The General)                                                                      | 1926 | Buster Keaton         | —         | 18        | —      |
| Kitajska četrt (Chinatown)                                                                 | 1974 | Roman Polanski        | 19        | 21        | 2      |
| Let nad kukavičjim gnezdom (One Flew Over the Cuckoo's Nest)                               | 1975 | Miloš Forman          | 20        | 33        | 13     |
| Sadovi jeze (The Grapes of Wrath)                                                          | 1940 | John Ford             | 21        | 23        | 2      |
| 2001: Vesoljska odiseja (2001: A Space Odyssey)                                            | 1968 | Stanley Kubrick       | 22        | 15        | 7      |
| Malteški sokol (The Maltese Falcon)                                                        | 1941 | John Huston           | 23        | 31        | 8      |
| Pobesneli bik (Raging Bull)                                                                | 1980 | Martin Scorsese       | 24        | 4         | 20     |
| E. T. - Vesoljček (E.T. the Extra-Terrestrial)                                             | 1982 | Steven Spielberg      | 25        | 24        | 1      |
| Dr. Strangelove                                                                            | 1964 | Stanley Kubrick       | 26        | 39        | 13     |
| Bonnie in Clyde (Bonnie and Clyde)                                                         | 1967 | Arthur Penn           | 27        | 42        | 15     |
| Apokalipsa zdaj (Apocalypse Now)                                                           | 1979 | Francis Ford Coppola  | 28        | 30        | 2      |
| Mr. Smith v senatu (Mr. Smith Goes to Washington)                                          | 1939 | Frank Capra           | 29        | 26        | 3      |
| Zaklad Sierra Madre (The Treasure of the Sierra Madre)                                     | 1948 | John Huston           | 30        | 38        | 8      |
| Annie Hall                                                                                 | 1977 | Woody Allen           | 31        | 35        | 4      |
| Boter 2 (The Godfather Part II)                                                            | 1974 | Francis Ford Coppola  | 32        | 32        | 0      |
| Točno opoldne (High Noon)                                                                  | 1952 | Fred Zinnemann        | 33        | 27        | 6      |
| Ubiti ptico oponašalko (To Kill a Mockingbird)                                             | 1962 | Robert Mulligan       | 34        | 25        | 9      |
| Zgodilo se je neke noči (It Happened One Night)                                            | 1934 | Frank Capra           | 35        | 46        | 11     |
| Polnočni kavboj (Midnight Cowboy)                                                          | 1969 | John Schlesinger      | 36        | 43        | 7      |
| Najboljša leta našega življenja (The Best Years of Our Lives)                              | 1946 | William Wyler         | 37        | 37        | 0      |
| Dvojno zavarovanje (Double Indemnity)                                                      | 1944 | Billy Wilder          | 38        | 29        | 9      |
| Doktor Živago (Doctor Zhivago)                                                             | 1965 | David Lean            | 39        | —         | —      |
| Sever-severozahod (North by Northwest)                                                     | 1959 | Alfred Hitchcock      | 40        | 55        | 15     |
| Zgodba z zahodne strani (West Side Story)                                                  | 1961 | Robert Wise           | 41        | 51        | 10     |
| Dvoriščno okno (Rear Window)                                                               | 1954 | Alfred Hitchcock      | 42        | 48        | 6      |
| King Kong                                                                                  | 1933 | Merian C. Cooper      | 43        | 41        | 2      |
| Rojstvo naroda (The Birth of a Nation)                                                     | 1915 | D. W. Griffith        | 44        | —         | —      |
| Tramvaj Poželenje (A Streetcar Named Desire)                                               | 1951 | Elia Kazan            | 45        | 47        | 2      |
| Peklenska pomaranča (A Clockwork Orange)                                                   | 1971 | Stanley Kubrick       | 46        | 70        | 24     |
| Taksist (Taxi Driver)                                                                      | 1976 | Martin Scorsese       | 47        | 52        | 5      |
| Žrelo (Jaws)                                                                               | 1975 | Steven Spielberg      | 48        | 56        | 8      |
| Sneguljčica in sedem palčkov (Snow White and the Seven Dwarfs)                             | 1937 | David Hand, et al.    | 49        | 34        | 15     |
| Intolerance                                                                                | 1916 | D. W. Griffith        | —         | 49        | —      |
| Butch Cassidy in Sundance Kid (Butch Cassidy and the Sundance Kid)                         | 1969 | George Roy Hill       | 50        | 73        | 23     |
| Gospodar prstanov: Bratovščina prstana (The Lord of the Rings: The Fellowship of the Ring) | 2001 | Peter Jackson         | —         | 50        | —      |
| Zgodba iz Filadelfije (The Philadelphia Story)                                             | 1940 | George Cukor          | 51        | 44        | 7      |
| Od tod do večnosti (From Here to Eternity)                                                 | 1953 | Fred Zinnemann        | 52        | —         | —      |
| Amadeus                                                                                    | 1984 | Miloš Forman          | 53        | —         | —      |
| Na zahodu nič novega (All Quiet on the Western Front)                                      | 1930 | Lewis Milestone       | 54        | —         | —      |
| Moje pesmi, moje sanje (The Sound of Music)                                                | 1965 | Robert Wise           | 55        | 40        | 15     |
| M.A.S.H. (MASH)                                                                            | 1970 | Robert Altman         | 56        | 54        | 2      |
| Tretji človek (The Third Man)                                                              | 1949 | Carol Reed            | 57        | —         | —      |
| Fantazija (Fantasia)                                                                       | 1940 | Walt Disney           | 58        | —         | —      |
| Upornik brez razloga (Rebel Without a Cause)                                               | 1955 | Nicholas Ray          | 59        | —         | —      |
| Nashville                                                                                  | 1975 | Robert Altman         | —         | 59        | —      |
| Lov za izgubljenim zakladom (Raiders of the Lost Ark)                                      | 1981 | Steven Spielberg      | 60        | 66        | 6      |
| Vrtoglavica (Vertigo)                                                                      | 1958 | Alfred Hitchcock      | 61        | 9         | 52     |
| Sullivanova potovanja (Sullivan's Travels)                                                 | 1941 | Preston Sturges       | —         | 61        | —      |
| Tootsie                                                                                    | 1982 | Sydney Pollack        | 62        | 69        | 7      |
| Poštna kočija (Stagecoach)                                                                 | 1939 | John Ford             | 63        | —         | —      |
| Kabaret (Cabaret)                                                                          | 1972 | Bob Fosse             | —         | 63        | —      |
| Bližnja srečanja tretje vrste (Close Encounters of the Third Kind)                         | 1977 | Steven Spielberg      | 64        | —         | —      |
| Ko jagenjčki obmolknejo (The Silence of the Lambs)                                         | 1991 | Jonathan Demme        | 65        | 74        | 9      |
| Televizijska mreža (Network)                                                               | 1976 | Sidney Lumet          | 66        | 64        | 2      |
| Mandžurski kandidat (The Manchurian Candidate)                                             | 1962 | John Frankenheimer    | 67        | —         | —      |
| Kdo se boji Virginie Woolf? (Who's Afraid of Virginia Woolf?)                              | 1966 | Mike Nichols          | —         | 67        | —      |
| Amerikanec v Parizu (An American in Paris)                                                 | 1951 | Vincente Minnelli     | 68        | —         | —      |
| Shane                                                                                      | 1953 | George Stevens        | 69        | 45        | 24     |
| Francoska zveza (The French Connection)                                                    | 1971 | William Friedkin      | 70        | 93        | 23     |
| Forrest Gump                                                                               | 1994 | Robert Zemeckis       | 71        | 76        | 5      |
| Reševanje vojaka Ryana (Saving Private Ryan)                                               | 1998 | Steven Spielberg      | —         | 71        | —      |
| Ben-Hur                                                                                    | 1959 | William Wyler         | 72        | 100       | 28     |
| Kaznilnica odrešitve (The Shawshank Redemption')                                           | 1994 | Frank Darabont        | —         | 72        | —      |
| Glas v viharju (Wuthering Heights)                                                         | 1939 | William Wyler         | 73        | —         | —      |
| Zlata mrzlica (The Gold Rush)                                                              | 1925 | Charlie Chaplin       | 74        | 58        | 16     |
| Pleše z volkovi (Dances with Wolves)                                                       | 1990 | Kevin Costner         | 75        | —         | —      |
| In the Heat of the Night                                                                   | 1967 | Norman Jewison        | —         | 75        | —      |
| Luči velemesta (City Lights)                                                               | 1931 | Charlie Chaplin       | 76        | 11        | 65     |
| Ameriški grafiti (American Graffiti)                                                       | 1973 | George Lucas          | 77        | 62        | 15     |
| Vsi predsednikovi možje (All the President's Men)                                          | 1976 | Alan J. Pakula        | —         | 77        | —      |
| Rocky                                                                                      | 1976 | John G. Avildsen      | 78        | 57        | 21     |
| Lovec na jelene (The Deer Hunter)                                                          | 1978 | Michael Cimino        | 79        | 53        | 26     |
| Divja horda (The Wild Bunch)                                                               | 1969 | Sam Peckinpah         | 80        | 79        | 1      |
| Moderni časi (Modern Times)                                                                | 1936 | Charlie Chaplin       | 81        | 78        | 3      |
| Spartak (Spartacus)                                                                        | 1960 | Stanley Kubrick       | —         | 81        | —      |
| Velikan (Giant')                                                                           | 1956 | George Stevens        | 82        | —         | —      |
| Zora (Sunrise: A Song of Two Humans)                                                       | 1927 | F. W. Murnau          | —         | 82        | —      |
| Vod smrti (Platoon)                                                                        | 1986 | Oliver Stone          | 83        | 86        | 3      |
| Titanik (Titanic)                                                                          | 1997 | James Cameron         | —         | 83        | —      |
| Fargo                                                                                      | 1996 | brata Coen            | 84        | —         | —      |
| Nora vojna bratov Marx (Duck Soup)                                                         | 1933 | Leo McCarey           | 85        | 60        | 25     |
| A Night at the Opera                                                                       | 1935 | Sam Wood              | —         | 85        | —      |
| Upor na ladji Bounty (Mutiny on the Bounty)                                                | 1935 | Frank Lloyd           | 86        | —         | —      |
| Frankenstein                                                                               | 1931 | James Whale           | 87        | —         | —      |
| 12 jeznih mož (12 Angry Men)                                                               | 1957 | Sidney Lumet          | —         | 87        | —      |
| Goli v sedlu (Easy Rider)                                                                  | 1969 | Dennis Hopper         | 88        | 84        | 4      |
| Patton                                                                                     | 1970 | Franklin J. Schaffner | 89        | —         | —      |
| Šesti čut (The Sixth Sense)                                                                | 1999 | M. Night Shyamalan    | —         | 89        | —      |
| Pevec Jazza (The Jazz Singer)                                                              | 1927 | Alan Crosland         | 90        | —         | —      |
| Swing Time                                                                                 | 1936 | George Stevens        | —         | 90        | —      |
| Moja draga dama (My Fair Lady)                                                             | 1964 | George Cukor          | 91        | —         | —      |
| Sophijina izbira (Sophie's Choice)                                                         | 1982 | Alan J. Pakula        | —         | 91        | —      |
| Mesto pod soncem (A Place in the Sun)                                                      | 1951 | George Stevens        | 92        | —         | —      |
| Apartma (The Apartment)                                                                    | 1960 | Billy Wilder          | 93        | 80        | 13     |
| Dobri fantje (Goodfellas)                                                                  | 1990 | Martin Scorsese       | 94        | 92        | 2      |
| Šund (Pulp Fiction)                                                                        | 1994 | Quentin Tarantino     | 95        | 94        | 1      |
| Zadnja predstava (The Last Picture Show)                                                   | 1971 | Peter Bogdanovich     | —         | 95        | —      |
| Iskalci (The Searchers)                                                                    | 1956 | John Ford             | 96        | 12        | 84     |
| V vročici noči (Do the Right Thing)                                                        | 1989 | Spike Lee             | —         | 96        | —      |
| Težavna vzgoja (Bringing Up Baby)                                                          | 1938 | Howard Hawks          | 97        | 88        | 9      |
| Iztrebljevalec (Blade Runner)                                                              | 1982 | Ridley Scott          | —         | 97        | —      |
| Neoproščeno (Unforgiven)                                                                   | 1992 | Clint Eastwood        | 98        | 68        | 30     |
| Ugani, kdo pride na večerjo (Guess Who's Coming to Dinner)                                 | 1967 | Stanley Kramer        | 99        | —         | —      |
| Svet igrač (Toy Story)                                                                     | 1995 | John Lasseter         | —         | 99        | —      |
| Yankee Doodle Dandy                                                                        | 1942 | Michael Curtiz        | 100       | 98        | 2      |

## Zunanje povevezave
- AFI 100 Years...100 Movies (1998)
- AFI 100 Years...100 Movies (2007)